# Eugenie Platonowna Eduardowa

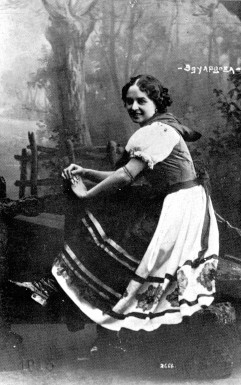
Eugenie Eduardowa (1913)

Eugenie Platonowna Eduardowa (russisch Евгения Платоновна Эдуардова, wiss. Transliteration Eugenie Platonovna Eduardova; * 1882 in Sankt Petersburg, Russisches Kaiserreich; † 10. Dezember 1960 in New York, USA; auch als Eugenie Eduardowa oder Eugenia Eduardowa) war eine russische Tänzerin und Tanzpädagogin.

## Leben
Eugenie Eduardowa erhielt eine Ausbildung an der Kaiserlichen Ballettschule in Sankt Petersburg. Nach erfolgreichem Abschluss im Jahr 1901 trat sie bis 1917 überwiegend als Demi-caractère-Ballerina am dortigen Mariinski-Theater auf. Im Anschluss an eine Tournee mit der Ballettkompanie von Anna Pawlowa siedelte sie sich 1920 in Berlin an und gründete im Stadtteil Schöneberg eine angesehene Ballettschule. Zu ihren Schülern zählten unter anderem die Tänzer Alexander von Swaine, Marcel Luipart und Natascha Trofimowa, aber auch Leni Riefenstahl und der Schauspieler und Regisseur Ralph Lothar.
Im Jahr 1921 verkörperte sie in dem Stummfilm Irrende Seelen von Carl Froelich mit Asta Nielsen, Walter Janssen, Lyda Salmonova und Alfred Abel eine Solotänzerin.
Mit ihrem Ehemann, dem Tanzschriftsteller Joseph Lewitan, emigrierte Eugenie Eduardowa 1935 zunächst nach Paris, dann nach Casablanca und 1947 schließlich nach New York.